# Ludwig von Lossow
Friedrich Wilhelm Ludwig von Lossow (* 21. September 1836 in Wurzen; † 24. Oktober 1904 in Serkowitz) war ein sächsischer Generalmajor.

## Leben
Er stammt aus der märkischen Uradelsfamilie Lossow. Seine Eltern waren der Kaufmann und Handelsherr Johann Adam von Lossow (* 17. September 1801; † 13. Dezember 1876) und dessen Ehefrau Charlotte Emilie verwitwete Claus geborene Baesler (* 9. November 1810; † 16. Juli 1849).
Er kam in das Kadettenhaus nach Dresden und dann zum sächsischen Militär. Ludwig von Lossow nahm 1866 mit der Sächsischen Armee am Deutsch-Österreichischen Krieg teil. 1867 wurde ihm das Österreichische Militärverdienstkreuz mit Kriegsdekoration verliehen. 1870 gehörte er als Hauptmann der 10. Kompanie des Schützen-Füsilier-Regiments Nr. 108 an. 1870/71 zeichnete er sich im Deutsch-Französischen Krieg mehrfach aus und erhielt neben dem Ritterkreuz des Militär-St.-Heinrichs-Ordens das Ritterkreuz des Verdienstordens mit Kriegsdekoration sowie das Eiserne Kreuz II. Klasse.
Im Jahr 1874 wurde Lossow zum Major befördert und zum 1. (Leib-)Grenadier-Regiment Nr. 100 versetzt. Im Folgejahr 1875 veröffentlichte er zusammen mit anderen militärischen Koautoren ein Buch zur Geschichte der königlich-sächsischen Jägerbrigade und des Schützenregiments Nr. 108. 1876 wurde Lossow als Kommandeur in das 1. Bataillon besagten Schützenregiments Nr. 108 versetzt. 1881 folgte die Beförderung zum Oberstleutnant.
Als Oberst wurde von Lossow 1886 Festungskommandant der Festung Königstein; während jener Dienststellung erfolgte die Beförderung zum Generalmajor.
Mit dem Ruhestand zog sich Lossow in die Lößnitz zurück, wo er die letzten Jahre erst in einem F. W. Eisold gehörenden Haus wohnte (Wilhelmstraße 11 [Katasternr. 60G], heute Pestalozzistr. 28: Villa Leila) und ab 1902/03 in der ihm gehörenden, neuerbauten Villa Weintraubenstraße 6.
Lossow erhielt am 3. August 1904, wenige Wochen vor seinem Tod, unter der Nummer 118 die Eintragung in das königlich-sächsische Adelsbuch.
Lossow wurde auf dem Kötzschenbrodaer Friedhof beerdigt.

## Familie
Lossow heiratete am 28. Mai 1861 die Freiin Therese Josephine Lydia von Falkenstein (* 9. Februar 1841; † 15. Mai 1898). Das Paar hatte mehrere Kinder:
- Alice Therese Leipzig (* 19. August 1864)
- Margarethe Charlotte Agnes (* 19. Februar 1866)
- Therese Luise Pauline (* 5. August 1870)
- Fritz Julius (* 2. Juni 1872; † 10. Dezember 1937) ⚭ 1898 mit Elisabeth Wally Marie Gerlach (* 2. Mai 1876; † 2. September 1958)
- Holm Paul (* 11. Februar 1874; † 25. September 1928) ⚭ 1904 Elsbeth Susanne Kunitz (* 30. Dezember 1879; † 16. September 1941)

## Schriften
- Zusammen mit Hugo Adolf von Schoenberg, Bernhard Otto Stellanus von Holtzendorff, Adolf Leopold von Tschirschky und Bögendorff: Geschichte der königl. sächs. Jäger-Brigade und des daraus hervorgegangenen königl. sächs. Schützen- (Füsilier-) Regiments Prinz Georg No. 108, von 1859 bis 1871. Hockner, Dresden 1875.
- Eugen Schurig, Sachsens Generale der Gegenwart, 1893,  S.71f